# Гельвий Клемент
Гельвий Клемент (лат. Helvius Clemens) — римский политический деятель и сенатор конца III века.

## Биография
О Гельвии Клементе известно очень мало. По всей видимости, он был потомком консула-суффекта в правление Коммода Марка Гельвия Клемента Декстриана. В 289 году Гельвий занимал должность консула-суффекта. 
В тот год было ещё пять суффектов: Марк Умбрий Прим, Тит Флавий Коэлиан, Цейоний Прокул, Флавий Децим, Аниний Максим.